# São Cipriano (Resende)
São Cipriano é uma povoação portuguesa sede da Freguesia de São Cipriano do Município de Resende, freguesia com 6,18 km² de área e 670 habitantes (censo de 2021). A sua densidade populacional é 108,4 hab./km².
Fica situada no extremo sudoeste do município, sobranceira ao rio Cabrum. Dista 70 km de Viseu e 12 km da vila de Resende.
A paróquia de S. Cipriano é de instituição bastante remota, e até ao ano de 1855 foi sede do extinto concelho de Aregos. Existem porém motivos que obrigam a referências especiais: Casa da Torre da Lagariça e Ilustre Casa de Ramires com a torre medieval monumento de interesse público; Solar dos Pintos Teixeiras – Quinta do Prado, etc.
É freguesia de muitas tradições, conhecida através dos cantares e romarias. Rica ainda em artesanato com os seus cestos de verga, artigos feitos do tear, rendas de bilros, tricô, separação do linho e outros trabalhos regionais.

## Demografia
A população registada nos censos foi:
| Distribuição da População por Grupos Etários | Distribuição da População por Grupos Etários | Distribuição da População por Grupos Etários | Distribuição da População por Grupos Etários | Distribuição da População por Grupos Etários |
| -------------------------------------------- | -------------------------------------------- | -------------------------------------------- | -------------------------------------------- | -------------------------------------------- |
| Ano                                          | 0-14 Anos                                    | 15-24 Anos                                   | 25-64 Anos                                   | > 65 Anos                                    |
| 2001                                         | 171                                          | 106                                          | 396                                          | 185                                          |
| 2011                                         | 106                                          | 92                                           | 389                                          | 184                                          |
| 2021                                         | 55                                           | 76                                           | 369                                          | 170                                          |

## Património edificado
- Igreja de São Cipriano
- Capela da Senhora dos Prazeres
- Capela do Senhor dos Aflitos
- Capela da Senhora dos Remédios
- Capela de Santo António
- Ponte de românica da Lagariça, que liga esta freguesia à de Ovadas

## Bandas de música

### Banda de Música “ A Velha “ da Casa do Povo de S. Cipriano
A Banda de Música “A Velha“ da Casa do Povo de S. Cipriano foi fundada em 1840, por um grupo de S. Ciprianenses.
Foi neste meio que germinou e se desenvolveu a centenária Banda, graças aos seus benfeitores, executantes e população, passando como é óbvio, por períodos bons e menos bons, mas sempre ao longo destes anos em atividade, levando sempre o nome e a cultura de S. Cipriano a várias localidades de todo país.
A banda é composta por 45 executantes, tendo também em funcionamento uma escola de música. Ao longo da sua centenária atividade, participou em vários festivais e concursos, tendo obtido várias menções honrosas.

### Banda de Música de S. Cipriano “A Nova“
A Banda Musical de S. Cipriano “A Nova”, foi fundada em 1881, tendo como objetivo principal o desenvolvimento sociocultural local e regional. Sediada na freguesia de São Cipriano, concelho de Resende, é constituída por 65 elementos.
“A Nova” mantém, desde a sua fundação, uma Escola de Música, dela saindo a maior parte dos músicos que garantem a renovação da banda. Atualmente, conta com 30 alunos provenientes de várias freguesias do concelho de Resende.
Desde 2014, "A Nova" organiza um Estágio Nacional de Banda Sinfónica, que se destaca cada vez mais no panorama nacional e que tem contado com a colaboração dos maestros Luís Carvalho, Paulo Martins, Luciano Pereira e Francisco Sequeira.